# Sandu Ciorba
Alexandru Ciorba, conegut com Sandu Ciorba és un cantant i escriptor romanès. Compon i canta generalment música tradicional de Transsilvània (Romania), tot i que també interpreta altres estils. Ha produït diversos àlbums.

## Discografia
- Fără adversari Vol.2 (amb Nicolae Guță), (Viper Productions, 2007)
- Fără adversari Vol.3 (amb Nicolae Guță), (Viper Productions, 2008)
- Fără adversari Vol.4 (amb Nicolae Guță), (Viper Productions, 2012)
- King of Gipsy Music, (Viper Productions, 2015)
- Fără adversari Vol.5 (amb Nicolae Guță), (Viper Productions, 2017)